# جون بيل
جون بيل (بالإنجليزية: John Bell)‏ (ولد 18 فبراير 1796 - توفي 10 سبتمبر 1869) هو سياسي ومحامي وصاحب مزرعة أمريكي. وهو أحد أبرز السياسيين في ولاية تينيسي قبل الحرب الأهلية،  عمل في مجلس النواب من عام 1827 إلى 1841، وفي مجلس الشيوخ من 1847 إلى 1859. وكان رئيس مجلس النواب لمؤتمر الكونغرس الثالث والعشرين (1834-1835)، وشغل لفترة وجيزة منصب وزير الحرب خلال إدارة وليام هنري هاريسون (1841). ترشح للرئاسة في عام 1860 كمرشح لحزب الاتحاد الدستوري، وهو طرف ثالث اتخذ موقفا محايدا بشأن مسألة الرق. 
كان بيل في البداية حليف أندرو جاكسون، قبل أن ينقلب ضد جاكسون في منتصف عقد 1830 وضم نفسه مع حزب الويغ، وهو ما أكسبه لقب «المرتد العظيم».  كان يحارب حلفاء جاكسون باستمرار، مثل الرئيس جيمس بولك، حول قضايا مثل البنك الوطني ونظام الغنائم في الانتخابات. أصبح بيل الزعيم المعترف به لحزب الويغ في تينيسي بعد وفاة هيو لوسون وايت في عام 1840. 
ورغم أن بيل كان من ملاك العبيد، فقد كان أحد السياسيين الجنوبيين القلائل الذين عارضوا توسع الرق في خمسينيات القرن التاسع عشر، وقاد حملة قوية ضد الانفصال في السنوات التي سبقت الحرب الأهلية الأمريكية.  وقد قال خلال حملته الانتخابية في عام 1860 إن الانفصال ليس ضروريا لأن الدستور يحمي العبودية، وهو حجة وجدت صدى لها بين الناخبين في ولايات الحدود، ما ساعده على الفوز بولايات تينيسي وكنتاكي وفرجينيا. وبعد وقوع معركة فورت سمتر في أبريل 1861، تخلى بيل عن قضية الاتحاد ودعم الكونفدرالية. 

## روابط خارجية
- جون بيل على موقع الموسوعة البريطانية (الإنجليزية)